# Samuel Herrick
Samuel Herrick (* 14. April 1779 in Amenia, New York; † 4. Juni 1852 in Zanesville, Ohio) war ein US-amerikanischer Jurist und Politiker. Zwischen 1817 und 1821 vertrat er den Bundesstaat Ohio im US-Repräsentantenhaus.

## Werdegang
Samuel Herrick genoss eine akademische Schulausbildung. Nach einem anschließenden Jurastudium in Carlisle, Pennsylvania und seiner 1805 erfolgten Zulassung als Rechtsanwalt begann er in St. Clairsville, Ohio in diesem Beruf zu arbeiten. 1810 zog er nach Zanesville. Im selben Jahr wurde er Staatsanwalt im Guernsey County. Gleichzeitig war er auch Bundesstaatsanwalt für den Distrikt von Ohio. Im Jahr 1814 wurde er Staatsanwalt im Licking County. Er war auch Mitglied der Staatsmiliz, in der er bis zum Brigadegeneral aufstieg. Politisch gehörte er der Demokratisch-Republikanischen Partei an.
Bei den Kongresswahlen des Jahres 1816 wurde Herrick im vierten Wahlbezirk von Ohio in das US-Repräsentantenhaus in Washington, D.C. gewählt, wo er am 4. März 1817 die Nachfolge von James Caldwell antrat. Nach einer Wiederwahl konnte er bis zum 3. März 1821 zwei Legislaturperioden im Kongress absolvieren. Von 1817 bis 1819 war er Vorsitzender des Committee on Private Land Claims. Im Jahr 1820 verzichtete er auf eine weitere Kandidatur.
Nach dem Ende seiner Zeit im US-Repräsentantenhaus praktizierte Herrick wieder als Anwalt. In den 1820er Jahren schloss er sich der Bewegung um den späteren Präsidenten Andrew Jackson an und war einer von dessen Wahlmännern bei den Präsidentschaftswahlen des Jahres 1828. In den Jahren 1829 und 1830 amtierte er als Bundesstaatsanwalt für Ohio. Er starb am 4. Juni 1852 in Zanesville, wo er auch beigesetzt wurde.